# 岡本松太郎
岡本 松太郎（おかもと まつたろう、1860年4月9日（万延元年3月19日）- 1942年（昭和17年）11月23日）は、明治から昭和前期の農業経営者、政治家。衆議院議員、兵庫県会議長。

## 経歴
播磨国飾東郡八重畑村（兵庫県飾東郡谷内村、飾磨郡谷内村、飾東村を経て現姫路市飾東町）で、代々農業を営む家に生まれた。普通学を修めた。
1880年（明治13年）小学校教員となり8年間在任。1888年（明治21年）兵庫県会議員に選出され、同常置委員、同副議長、同議長も務めた。その他、徴兵参事員、旅団徴兵参事員なども務めた。
1898年（明治31年）3月、第5回衆議院議員総選挙（兵庫県第7区、進歩党）で初当選し、同年8月の第6回総選挙（兵庫県第7区、憲政本党）でも再選され、衆議院議員に連続2期在任した。